# 孙凤武
孙凤武（1962年3月1日—），江苏省淮阴专区淮安县（今淮安市淮安区）人，中国男子篮球运动员、教练，前中国男篮主力组织后卫、队长，现任中国女篮主教练。

## 职业生涯
孙凤武1970年开始接受专业篮球训练，1979年入选江苏省青年队，1982年进入钱澄海率领的中国男篮，在之后的十年中，他作为国家队队长率队获得过6次亚洲冠军，参加过三次奥运会。
他技术全面，运球、突破能力强，行进间传接球技术熟练，投篮准确，战术意识和组织能力强。

## 教练生涯
1992年退役后的孙凤武前往新加坡，担任新加坡国家队总教练。1996年担任江苏南钢龙篮球俱乐部主教练，1998年出任北京精狮篮球俱乐部主教练。2002年出任国家青年女篮主教练，率队获得世青赛第三名。2005年出任国家青年男篮主教练。2007年出任中国女篮二队主教练。

## 个人荣誉
- 1983年 第五届全运会评为优秀得分手
- 1983年 入选亚洲篮球锦标赛最佳阵容，最佳防守队员
- 1999年 被选为新中国篮球运动50杰之一